# La parmigiana
La parmigiana è un film del 1963 diretto da Antonio Pietrangeli, tratto dal romanzo omonimo di Bruna Piatti (1910-1979).

## Trama
Dora abita con lo zio prete in un piccolo paese di campagna, ma la vita di provincia le va stretta: prima seduce Giacomo, un seminarista in vacanza, poi scappa con lui a Riccione. Ha inizio così una peregrinazione sentimentale che la porta tra le braccia di diversi uomini; quando decide di tornare con Nino, per il quale in fondo prova davvero un po' d'amore, scopre che questi è mantenuto da Iris, una donna più anziana di lui. Dora comprende allora che non necessariamente ha bisogno del sostegno di un uomo per vivere e voltare pagina.

## Luoghi delle riprese
Il film è stato girato a Parma e a Villa Paveri Fontana a Collecchio. Alcune sequenze sono state filmate anche sulle sponde del fiume Po vicino a Boretto. Altre scene sono state filmate infine a Riccione, a Rimini, a Roma (via del Corso, via Brunetti), a Lido di Ostia, a Salsomaggiore Terme, e a Sabbioneta (piazza Ducale) in provincia di Mantova.

## Colonna sonora
Le canzoni del film:
- Hanno detto - cantata da Nora Orlandi, musiche di Piero Piccioni (disco CAM CA 2482 -- anno 1962)
- Guarda che luna - versione cantata da Milva (disco Cetra SP 1140 -- 1962)
- Catherina - cantata da Perry Como (disco RCA Victor 45N-1272 -- 1962)
- Renato - cantata da Mina (disco Italdisc MH 115) -- (il titolo di coda del film è sbagliato e riporta "MH 15")
- Cuando calienta el sol - versione cantata da Los Marcellos Ferial (disco Durium DE 2427 -- 1962)
- Quando, quando, quando - cantata da Tony Renis (disco La voce del padrone 7 MQ 1689 -- 1962)
- Io che amo solo te - cantata da Sergio Endrigo (disco RCA Victor PM45-3098 -- 1962)
- Amore Twist - cantata da Rita Pavone (disco RCA Victor PM45-3140 -- 1962)
- When Love appears in Brazaville (musiche di PIero Piccioni, disco La voce del padrone - 7 EMQ 238 --1962)
- Tango italiano (edizioni Southern, Milano -- 1962)
- Ballata di una tromba (eseguita da NIni Rosso - edizioni Durium -- 1962)
- Selene-ene-a (edizioni Curci, disco Fonit Cetra SPM 21 -- 1962)

## Censura
La Commissione di revisione rilasciò regolare nulla osta, limitando la visione ai minori di 14 anni: 

## Presentazione del film
La parmigiana venne presentato a Roma l'11 febbraio 1963 presso il cinema teatro Archimede , previo invio di nulla osta alla Questura di Roma da parte del Ministro del turismo e dello spettacolo.

### Prime visioni nazionali (lista parziale)
- Dal 13 febbraio 1963 a Roma, presso il cinema Metropolitan;
- Dal 15 febbraio 1963 a Torino, presso il cinema Ambrosio;
- Dal 22 febbraio 1963 a Milano, presso il cinema Ambasciatori.

## Critica
L'epicentro di questo contrasto è sempre e solo la donna, protagonista assoluta di quasi tutti i film di Pietrangeli. Dalla Caterina del Sole negli occhi, "opera prima" del regista alla protagonista di Nata di marzo, alle prostitute di Adua e le compagne i film di Pietrangeli sono ricchi di questi ritratti femminili in cui una sottile anarchia dei sentimenti suona richiamo ai più genuini sentimenti, sempre in contrasto con la conformistica convenzionalità dei personaggi maschili.

Anche nella Parmigiana, dunque, Pietrangeli ha puntato su un ritratto di donna da cui fare scaturire quel contrasto tra convenzione e genuinità cui all'inizio accennavamo. La parte migliore del film è appunto quella in cui gli umori di anarchia sentimentale cari al regista vengono meglio in luce: dove l'alternativa al mondo morale della protagonista è data dalla ottusa stupidità di un poliziotto meridionale. In lui, sia pure caricaturalmente, si annidano tutti i miti (verginità, onorabilità, purezza, ecc.) in un ottuso coacervo di "rispettabilità" borghese: dal confronto Dora uscirà condannata forse alla solitudine, ma moralmente vincitrice mentre il partigiano della rispettabilità (non casualmente rappresentante delle "forze dell'ordine") mostra una sostanziale abiezione morale.

Certo il film, giocato su questa corda sola, si perde a tratti nel bozzetto e accusa un pò di stanchezza, sempre sorretto comunque dall'intelligente buon gusto di un regista cui se un rimprovero può farsi è quello di volere restare ancorato a questa sua monocorde tematica. Rimprovero fino ad un certo punto naturalmente: in un momento nel quale nel cinema italiano l'assenza di idee e la vuotezza poetica ed ideologica sono assurte a tema preferito, la fedeltà di Pietrangeli ad un mondo ed una posizione definita, appena segnati da un "aggiornamento" del linguaggio, può anche avere un significato polemicamente positivo.
Da segnalare in particolare l'interpretazione della Spaak, tra le migliori, forse la migliore, della sua alquanto nutrita carriera di attrice del momento.»
(Lino Miccichè su L'Avanti!- edizione romana del 14 febbraio 1963)

Ma ha un fondo dì lealtà, e quando un questurino meridionale s'innamora di lei credendola, come dice, « illibata », ella gli dimostra coi fatti che ha sbagliato, e non bastando neppur questo a scoraggiare l'idealista che la vorrebbe redimere sposandola, gli volta seccata le spalle, torna a Roma e rientra nel giro delle ragazze facili. Il passato di questa ragazza lo apprendiamo per incastri a ritroso: allevata da uno zio canonico, scappata con un seminarista che « le aveva fatto la festa », passata poi di uomo in uomo fino a un certo Nino, un simpatico imbroglione che sarà il solo ad averle ispirato un affetto sincero. Ma finito costui a Regina Coeli, quell'unico filo si è spezzato, e Dora, dopo l'ironica parentesi di Parma, non ha più nulla da sperare.

Pietrangeli col suo ben noto dono di osservazione realistica, ha rallegrato il film di notazioni gustose e sparse trovatine, toccando bene ambienti e personaggi provinciali. Ma oltre che non ha sempre respinto le tentazioni della pornografia, non è riuscito e fare di questa Dora, che per due ore non lascia mai lo schermo, un personaggio compiuto e coerente: ne ha fatto un manichino che si trascina sempre uguale e inspiegabilmente saccente, di episodio in episodio, quando non urta in manifeste assurdità come la sua avventura col questurino, ispirata a un basso gusto caricaturale. 

E poi è tempo di dire che film come questi ormai si fanno da sé, bastando loro molto letto, molto nudo, molte canzonette, un cibreo di dialetti, scorci di spiaggia, qualche prete e poco altro. Il regista si accontenta dì chiosare. La protagonista Catherine Spaak, ora bruna ora bionda ora castana, si toglie la soddisfazione d'una chilometrica passerella. Divertente Manfredi (Nino), che con Didi Perego e Salvo Randone (il migliore di tutti nella sua discrezione) fanno corona alla stella.»
(Leo Pestelli su La Stampa del 16 febbraio 1963)

Ma Pietrangeli ha una spiccata simpatia per i ritratti. Se invece della macchina da presa gli fossero capitati fra le mani, nell'attimo fatale in cui si decide una carriera, tavolozza e pennello, ne avremmo già visti molti nelle gallerie d'arte: ritratti di donne, beninteso, di giovani donne, come, se ricordate, Nata di marzo.

La parmigiana è Dora, una ragazza carina, pigra, curiosa. La vita del paesello e la casa dello zio parroco la soffocano. Fatale che, prima o poi, vada in cerca di ossigeno. Comincia con un coetaneo, dal quale si fa "fare la festa". Il ragazzo studia in seminario e il "peccato" presto scoperto, lo spaventa, inducendolo a fuggire con l'amica, salvo piantarla in asso in albergo
e rientrare in seminario pentito. Comincia per Dora un "lungo viaggio di ritorno" che la farà sbarcare a Parma, ospite di un'amica della mamma defunta, dopo una serie non sempre allegra di esperienze.
A Parma nessuno sospetta Dora diversa dalla ragazza riservata e illibata che finge di essere. Al punto che un meridionale poliziotto se ne innamora e la chiede in sposa. Dora tenta di abituarsi all'idea di un marito del genere, ma la provincia le ha già rivelato tutti suoi aspetti meschini e preferisce tornare a Roma, dove spera che un certo Nino sia sempre pronto a darle una mano. Nino, invece, si è arrangiato: ha sposato la proprietaria di una pizzeria e per Dora è la fine: "passeggerà" sui marciapiedi per combinare il pranzo e la cena.

Allegro in superficie, La parmigiana è dunque, di fatto, un romanzetto amarognolo, che Catherine Spaak regge assai bene,
nonostante i mezzi limitati e grazie ad una attenta regia; il ritratto di una ragazza d'oggi, che non vuol essere nè la regola nè l'eccezione e che Pietrangeli ha circondato di una folla di personaggi dai tratti marcati con maliziosa incisività.»
(recensione a firma C.T. su L'Avanti!- edizione milanese del 23 febbraio 1963)

## Distribuzione
Il film è stato distribuito anche con i titoli:
- in Gran Bretagna e negli USA The Girl from Parma
- in Francia La Fille de Parme
- in Germania Occidentale Das Mädchen aus Parma
- in Jugoslavia: Djevojka Iz Parme

## Riconoscimenti
- 1964 - Nastro d'argento
  - Candidatura come Migliore attrice non protagonista a Didi Perego

## Edizione in DVD
La prima edizione italiana in DVD è stata pubblicata il 12 novembre 2015 a cura di Filmauro Home video; traccia audio: italiano, nessun sottotitolo, AR estendibile a 16:9 (720 x 576 pixels). La sezione dei contenuti extra include il finale alternativo (3') e alcuni brevi filmati dell'Istituto Luce relativi al film (interviste al regista Antonio Pietrangeli).

### Finale alternativo
Nel DVD è presente il finale alternativo (3 minuti) che allunga lievemente quello apparso nel film, mostrandoci la Spaak che dopo essersi truccata specchiandosi in una vetrina (il film termina così), si avvia verso un bar e sedendosi ad un tavolino con fare lievemente provocante si accende una sigaretta.

#### Location del finale alternativo
Le riprese si svolgono interamente a Roma: la protagonista continua a camminare lungo via del Corso fino a Piazza del Popolo, indi fiancheggia la chiesa di S. Maria dei Miracoli e va a sedersi presso un bar all'inizio di via di Ripetta.